# Travis Franklin
Travis Franklin (Baton Rouge, 8 ottobre 1988) è un ex cestista statunitense, professionista nella NBDL.